# BS Zelda no Densetsu
Pour les articles homonymes, voir BS Zelda.
BS Zelda no densetsu (BSゼルダの伝説, BS Zeruda no densetsu, parfois appelé BS The Legend of Zelda ou simplement BS Zelda) est un jeu d'action-aventure développé par Nintendo et publié uniquement au Japon par St.GIGA à partir d'août via son réseau satellite sur le Satellaview, l'extension de la Super Famicom. Adapté de The Legend of Zelda, premier jeu de la série éponyme, il est scindé en quatre parties et est diffusé épisodiquement une fois par semaine sur la chaine satellite de St.GIGA.
Le joueur n'incarne pas Link, mais la mascotte de la plate-forme dans une quête l'obligeant à trouver l'Épée Maîtresse, seule arme pouvant vaincre Ganon. Ce dernier a répandu son effet néfaste sur le royaume d'Hyrule, le joueur doit donc retrouver la Triforce, sauver la princesse Zelda kidnappée par Ganon et ramener la paix dans le royaume.
Le système de jeu est identique à celui de son modèle. Le personnage se déplace librement et sans indication dans une carte du monde affichée en vue de dessus, mais explore également plusieurs donjons labyrinthiques souterrains. Le royaume d'Hyrule est habité par de nombreux monstres que Link doit combattre, et recèle de nombreux secrets et énigmes à résoudre, ce qui permet au personnage de découvrir des objets utiles à son avancement dans la quête ou des armes améliorant ses capacités. L'exploration et la découverte de secrets sont le cœur de l'expérience de jeu. Cependant, plusieurs spécificités modifient substantiellement l'expérience de jeu. Le jeu n'est jouable que pendant sa diffusion durant une heure. Des fichiers vocaux SoundLink sont diffusés en direct durant le jeu, permettant à un narrateur de proposer des indices, ou renseignements sur le scénario, mais aussi en fonction de l'heure offrir des nouvelles capacités ou signaler des power-up. Le joueur ne peut accéder qu'à une partie limitée de la carte durant la période, mais peut cependant sauvegarder son avancement sur la carte mémoire de la cartouche BS-X du Satellaview.
Le jeu, adapté du premier opus de la série The Legend of Zelda, est programmé par des étudiants dans un projet organisé par Nintendo. Outre des graphismes de meilleure qualité permis par la Super Famicom et une bande son réorchestrée, BS Zelda no densetsu est l'un des premiers jeux à proposer un jeu en ligne en commun et simultanée à une communauté de joueurs (même si le but premier et non atteint de Nintendo est de concevoir un jeu multijoueur en ligne).
Le jeu est un fort succès auprès du public, permettant à Nintendo de réaliser une seconde adaptation et plusieurs rediffusions des jeux. Le succès immense du jeu permet à Nintendo de développer une version remixée du jeu, intitulée BS Zelda no densetsu: MAP2, diffusée à partir de décembre 1995. Il ouvre la voie pour le développement de jeux Satellaview comme Itoi Shigesato no Bass Tsuri No. 1, et permet de créer un deuxième jeu Satellaview dans la série The Legend of Zelda, intitulé BS Zelda no densetsu: Kodai no sekiban Cependant, le Satellaview n'accouche pas de grand jeux, mais produit des jeux originaux et exclusifs à la plate-forme comme les remake de The Legend of Zelda et A Link to the Past.

## Trame

### Contexte
BS Zelda no densetsu est adapté de The Legend of Zelda, premier jeu de la série éponyme, mais n'en constitue pas une suite. Nintendo n'inclut pas BS Zelda no densetsu dans la chronologie de la série The Legend of Zelda, officiellement dévoilée dans le livre The Legend of Zelda: Hyrule Historia paru en 2013.
De plus, les évènements se déroulant dans le jeu ressemblent à ceux The Legend of Zelda: A Link to the Past et bien qu'aucun des deux scénarios ne fasse référence à l'autre, leurs contextes sont substantiellement identiques.

### Scénario

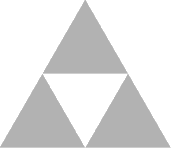
À l'instar du premier épisode de la série, le héros doit récupérer la Triforce durant son aventure.

Les Dieux ont créé un triangle d'or sacré appelé Triforce, qui peut réaliser les vœux de quiconque la possédant. Ganondorf, le chef démoniaque d'un gang de voleurs, localise la Triforce, puis se transforme en Ganon tandis que son influence néfaste se répand à travers le royaume d'Hyrule. Les Dieux chargent un messager de faire savoir qu'une épée sacrée est nécessaire pour vaincre ce démon, le roi d'Hyrule en demande donc la confection. Cependant, alors qu'ils ont fini de la fabriquer, les Hyruliens découvrent que personne ne peut la manier. Le roi demande alors aux sept sages de créer un sceau, ce qui permet de sceller Ganon, jusqu'à l’éventuelle naissance d'un héros capable de brandir l'épée sacrée. Peu de temps après Ganon s'échappe et réussit à kidnapper la fille du roi, la princesse Zelda.
Par chance, un dimanche quelques jours plus tard, un jeune de « la ville lointaine dont le nom a été volé » (それは名前を盗まれた街, Sore wa namae o nusumareta machi) passe à travers un portail magique dans la tente d'une diseuse de bonne aventure et se retrouve dans l'obscurité d'une terre lointaine. Suivant les étoiles, il réussit enfin à atteindre le royaume d'Hyrule. Non loin de là dans une grotte, le jeune héros rencontre un vieil homme qui lui confie une épée, puis lui explique la situation dans laquelle Hyrule se trouve. Le héros décide de se mettre à la recherche des huit fragments de la Triforce cachés au fond de dangereux donjons. Lorsqu'il a entièrement reconstitué la Triforce, il peut obtenir l'Épée Maîtresse, ce qui lui permet de vaincre Ganon et récupérer un autre fragment. Il sauve finalement la princesse Zelda puis retourne à la ville lointaine dont le nom a été volé.

### Inclusion scénarisée des nouveautés techniques
Tout au long de sa quête, le héros est ralenti dans son avancement, à cause de la nature instable de la magie liée au portail de la diseuse de bonne aventure. Les aventures dans le royaume d'Hyrule ne sont possibles qu'une seule heure tous les dimanches, connue sous le nom de Zelda Time (ゼルダTime). À la fin de l'heure, le héros est renvoyé à la ville dont le nom a été volé, et le portail ne fonctionne à nouveau que le dimanche suivant.
Pour aider le héros dans sa quête, le vieil homme de la grotte lui permet de conserver son argent et son équipement, afin qu'il puisse en disposer lors de la reprise de son aventure, mais aussi repartir du même endroit. De plus, le vieil homme est capable de communiquer par télépathie avec le héros, et lui offrir la capacité de lancer des sorts de magie durant un cours labs de temps, en les trouvant dans un grimoire de magie interdite. Le vieil homme est également capable de clairvoyance, ce qui lui permet de transmettre par télépathie au héros des éléments sur le scénario, comme l'enlèvement d'une fée ou le nettoyage d'objets utiles dans l'eau.

## Système de jeu

### Généralités
Le gameplay de BS Zelda no densetsu et BS Zelda no densetsu: MAP2 est proche de celui de The Legend of Zelda. Cependant, quelques différences majeures entre ces jeux existent, ce qui rend l'expérience de jeu distinctement différente. L'une des principales est la diffusion de fichiers audio SoundLink durant le jeu, ce qui permet de divulguer le scénario ou de le compléter.
De son côté, The Legend of Zelda est un jeu d'action-aventure qui incorpore des éléments de jeu de rôle. Le joueur contrôle le personnage et le déplace dans un monde ouvert, présenté grâce à une carte du monde aux décors variés, affichée dans une vue de dessus. Cette carte du monde, comme les donjons et les grottes, sont affichés avec une technique appelée flip-screen (ou flick-screen) : la carte est divisée en 128 morceaux correspondant chacun à la taille exacte de l'écran. Le jeu affiche un seul écran fixe, dans lequel le joueur peut déplacer le personnage librement. Lorsque le personnage atteint n'importe lequel des côtés de l'écran, un effet de transition fait disparaitre l'écran en cours et affiche la partie adjacente de la carte, offrant de nouveaux graphismes, lieux et ennemis. En outre, de petites parties des donjons connectées à des escaliers, souvent un seul écran, sont affichées en vue latérale. Toute une panoplie d'ennemis s'oppose à la progression du personnage, ce qui oblige le joueur à alterner des phases de combat (à l'épée ou avec des objets qu'il a gagnés ou achetés) et des phases de recherche. Dans celles-ci, Link doit trouver des grottes, dans lesquelles il rencontre des personnages non-joueurs qui lui viennent en aide, ou les neuf donjons qu'il doit explorer. Le but est de faire progresser les capacités du personnage grâce à des cœurs de vie et des armes de plus en plus performantes et vaincre les huit boss, Ganon, puis délivrer la Princesse Zelda,,.

### Aspect épisodique

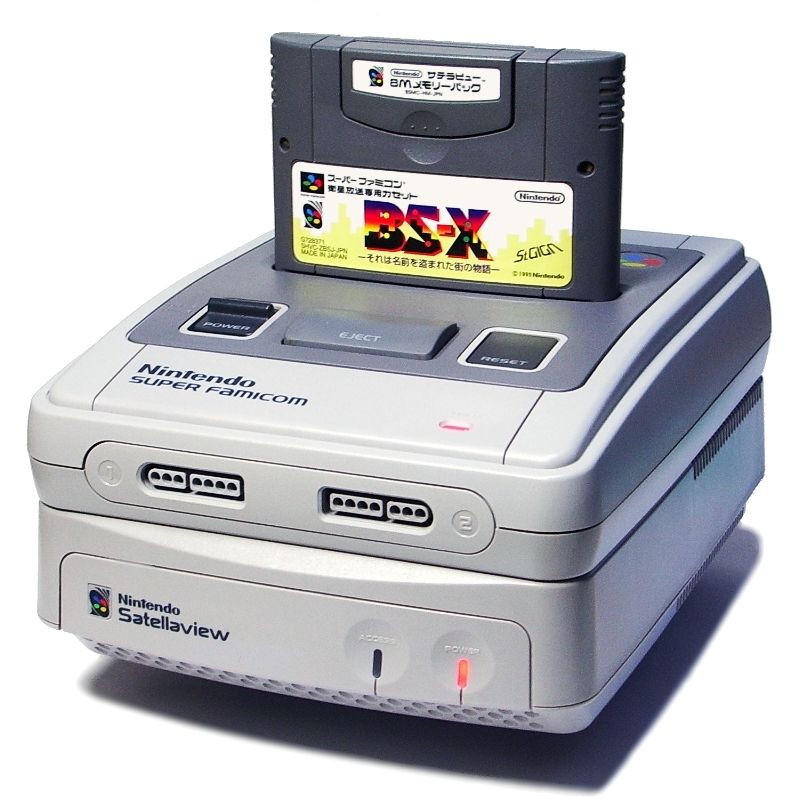
Le Satellaview permet de d'accéder à la chaine satellite de St.GIGA et de télécharger le jeu durant une plage horaire limitée.

BS Zelda no densetsu est divisé en quatre parties diffusées épisodiquement sur la chaine satellite de St.GIGA que le joueur télécharge, et jouables uniquement pendant la période de diffusion durant une heure, de 18 heures à 19 heures,,. Chaque partie porte le titre de BS Zelda no densetsu avec le suffixe standard du Satellaview, Épisode X (第Ｘ話, dai X wa) de 1 à 4,. Chaque épisode restreint le joueur à une partie limitée de la carte du monde, grâce à des éléments de décors formant des obstacles (supprimés dans les épisodes suivants), mais aussi grâce au retrait de certains objets nécessaires à l'avancement. La carte du monde originale (huit écrans par seize) est donc réduite à huit par huit partie, même si la physionomie générale de la carte originale, en termes de paysages, a été conservée. Le joueur peut sauvegarder son avancement sur la cartouche BS-X (dédiée au Satellaview) et ainsi recommencer la partie comme il l'a quittée, lors d'une prochaine diffusion du jeu.

### SoundLinketZelda Time
L'aspect épisodique permet au joueur de bénéficier d'une expérience de jeu optimale et offre une capacité d'adaptation plus précise des détails de l'intrigue donnés grâce au service SoundLink avec les événements se déroulant dans de nouvelles zones,.
BS Zelda no densetsu est le premier jeu diffusé sur le réseau satellite et à diffuser des fichiers audios annexes durant le jeu. L'émission des fichiers SoundLink en streaming dans BS Zelda no densetsu est une approche prodomique de la gestion des difficultés à synchroniser de manière significative les sons avec les actions des personnages. Ainsi, contrairement à BS Zelda no densetsu: Inishie no Sekiban, qui permet les déplacements du joueur durant les messages SoundLink, BS Zelda no densetsu est mis en pause, pour permettre l'affichage à l'écran du message « Écouter attentivement » (耳をすませ),. Le joueur entend alors la voix du narrateur (Kiyoshi Kobayashi, jouant le rôle vieil homme) lui offrant des pouvoirs magiques ou le prévenant de dangers survenant à certains endroits dans le royaume d'Hyrule. Pendant les autres périodes où le jeu est en pause, comme l'introduction ou la séquence de fin, la narration raconte en détail l'histoire relative à la princesse Zelda (voix de Naomi Fujisawa) et à Ganon (voix de Seizō Katō).
Afin de permettre une bonne synchronisation des éléments scénaristiques révélés par le narrateur, le jeu progresse en fonction d'un système strictement basé sur le temps. Une horloge affichée en permanence, indique l'heure réelle (appelé « Zelda Time »), et ne peut être stoppée, même si le jeu est en pause. À différents moments dans le « Zelda Time », des évènements scénaristiques pré-programmés surviennent,. Ils peuvent par exemple être la mort ou l'étourdissement de tous les ennemis d'une salle, l'apparition de fées, l'apparition d'armes et de power-up rendant certains items plus puissants ou leur utilisation illimitée pendant un temps limité, ou la possibilité de bénéficier de 999 rubis.

### Spécificités dugameplay
Comme dans la seconde quête de The Legend of Zelda, les donjons sont complètement différents. Par conséquent, BS Zelda no densetsu est souvent considéré comme la troisième quête,. La nouvelle disposition des pièces des huit donjons forme les mots « St.GIGA ». BS Zelda no densetsu: MAP2 est lui considéré comme la quatrième quête, et ses donjons forment le mot « NiNtENDO ».
Contrairement à The Legend of Zelda, le nom du joueur et le genre du personnage sont sélectionnés dans l'interface de sélection du 
Satellaview intitulée BS-X: Sore wa Namae o Nusumareta Machi no Monogatari. Le joueur n'incarne pas Link, mais l'une des mascottes du Satellaview. Cependant, si ce choix de départ est conservé durant toute la partie, le personnage ne porte pas de nom dans le jeu et est appelé « jeune » ou « enfant » par le narrateur.
La bande son est quant à elle réorchestrée et les graphismes sont de meilleure qualité grâce aux capacités de la Super Famicom,. Un score est ajouté au système de jeu et est totalisé à la fin de chaque Zelda Time. Il est calculé en fonction du nombre de redémarrages de parties, du nombre de cœurs perdus, de roupies et de morceaux de Triforce collectés ou de la mort de Ganon ou non. Le nombre de rupee est primordial dans la mesure où chaque rupee vaut un point, ce qui en fait l'élément majeur du score.

## Développement
Dès les premières heures de la conception du Satellaview, Nintendo veut donner la possibilité aux joueurs « de Kyūshū à Hokkaidō » de profiter des techniques de communication bidirectionnelle, afin de bénéficier d'un système de communication permettant le jeu multijoueur en ligne. Bien que les diffusions les plus anciennes par le Satellaview, dans des plages horaires strictes, ne proposent que des jeux jouables en solo et des éditions du magazine SoundLink, donnant un aperçu de la connexion directe au centre de diffusion de St.GIGA, Nintendo ne réussit pas à concevoir le jeu entre plusieurs joueurs. Pour cette raison, Nintendo organise une série de projets étudiants visant à développer un jeu vidéo en ligne capable de permettre au utilisateurs d'interagir les uns avec les autres par le biais du système de diffusion satellite. Le résultat de ce projet donne naissance au premier jeu intégrant une bande son radio diffusée (jeu SoundLink), BS Zelda no densetsu.
La programmation de BS Zelda no densetsu est considérée comme assez difficile par les étudiants, en raison des contrôles de qualité stricts imposés par Nintendo. Le jeu ne doit souffrir d'aucun lag et d'aucun bogue de programmation d'aucune sorte. Le projet fait l'objet d'au moins deux versions bêta avant sa publication. L'émission durant le jeu en simultané des fichiers vocaux SoundLink, est effectuée afin de permette la narration d'un scénario mais aussi la diffusion d'une bande sonore orchestrée. Ces fichiers sont beaucoup trop grands pour la ROM de la Satellaview d'une capacité de 8 mb, ils sont donc stockés temporairement dans la mémoire vive et écrasés au fur et à mesure que le jeu progresse. Bien que les joueurs ne soient pas en mesure de profiter d'un véritable jeu multijoueur, puisqu'un seul personnage peut être affiché à la fois, Nintendo réussit à donner un aspect de jeu en commun, en réunissant tous les joueurs sur une plage horaire de jeu unique, et en faisant référence dans le jeu aux autres joueurs en train de jouer, mais aussi grâce aux compétitions entre joueurs permettant de gagner de cadeaux offerts par St.GIGA. La structure épisodique et la force de la franchise The Legend of Zelda sont deux éléments prévus pour encourager les ventes de Satellaview et ses audiences, et établir la fidélité des fans (en).

## Diffusions
| BS Zelda no densetsu | BS Zelda no densetsu                                                  |
| Date | Titre                                                                 |
| --- | --------------------------------------------------------------------- |
| 6 août 1995 | ＢＳゼルダの伝説 第１話 (BS Zelda no densetsu: Dai 1 Wa)              |
| 13 août 1995 | ＢＳゼルダの伝説 第２話 (BS Zelda no densetsu: Dai 2 Wa)              |
| 20 août 1995 | ＢＳゼルダの伝説 第３話 (BS Zelda no densetsu: Dai 3 Wa)              |
| 27 août 1995 | ＢＳゼルダの伝説 第４話 (BS Zelda no densetsu: Dai 4 Wa)              |
| Rediffusions |                                                                       |
| 3 septembre 1995 - 29 septembre 1995 / 1er octobre 1995 - 24 octobre 1995 / 5 novembre 1995 - 28 novembre 1995 1er janvier 1997 - 4 janvier 1997 |                                                                       |
| BS Zelda no densetsu: MAP2 |                                                                       |
| Date | Titre                                                                 |
| 30 décembre 1995 - 31 décembre 1995 | ＢＳゼルダの伝説ＭＡＰ２ 第１話 (BS Zelda no densetsu MAP2: Dai 1 Wa) |
| 1er janvier 1996 - 2 janvier 1996 | ＢＳゼルダの伝説ＭＡＰ２ 第２話 (BS Zelda no densetsu MAP2: Dai 2 Wa) |
| 3 janvier 1996 - 4 janvier 1996 | ＢＳゼルダの伝説ＭＡＰ２ 第３話 (BS Zelda no densetsu MAP2: Dai 3 Wa) |
| 5 janvier 1996 - 6 janvier 1996 | ＢＳゼルダの伝説ＭＡＰ２ 第４話 (BS Zelda no densetsu MAP2: Dai 4 Wa) |
| Rediffusions |                                                                       |
| 3 mars 1996 - 27 mars 1996 |                                                                       |

BS Zelda no densetsu est d'abord annoncé début juillet 1995 dans un magazine SoundLink, plus précisément dans l'émission Roi de l'été (夏休みの王様, Natsuyasumi no Ō-sama) de Hikaru Ijuin. Sa pré-sortie, prévue pour le 3 août 1995, est présentée par Hikari Ōta dans le magazine SoundLink de Bakushō Mondai. Le premier épisode de BS Zelda no densetsu est diffusé le dimanche 6 août 1995, suivi par de nouveaux épisodes diffusés tous les dimanches suivant jusqu'au 27 août. Le jeu est rediffusé au moins quatre fois consécutives jusqu'en 1997,,.
BS Zelda no densetsu: MAP2 est diffusé à partir du 30 décembre 1995 et rediffusé durant le mois de mars 1996.

## Accueil
L'accueil de BS Zelda no densetsu par le public est massivement positif. Au cours de la préparation de sa sortie du 6 août, Nintendo décrit les jeux comme le « plus grand buzz de l'été ». Il engendre un tel engouement que St.GIGA est inondé de lettres et de fax de la part de fans enthousiastes. L'émission Roi de l'été (夏休みの王様, Natsuyasumi no Ō-sama) du magazine SoundLink est dominée par le sujet tout au long du mois d'août, à cause de la « popularité étonnante » du jeu. Grâce à un « tourbillon d’enthousiasme à travers le pays » qui ne fait que s'accroître, Nintendo décide de lancer une réédition au mois de septembre afin de satisfaire les fans ayant manqué le lancement du jeu,.
La réédition de septembre apporte peu de nouveautés pour satisfaire les fans. Pourtant, de nouveaux joueurs sont quand même intéressés par ces nouvelles diffusions. Afin de satisfaire l'intérêt des fans toujours présents et répondre à la demande, Nintendo rediffuse le jeu durant le mois d'octobre. Une troisième série de rééditions est lancée au cours du mois de novembre en raison d'une forte demande du public. Fin décembre, les fans votent à l'écrasante majorité pour le retour du jeu sur les ondes, en tant que « Player's Choice Classic SoundLink game », qui est diffusé en janvier 1997,.
En raison du succès immense du jeu, Nintendo développe une version remixée du jeu, intitulée BS Zelda no densetsu: MAP2, qui est diffusée à partir de décembre 1995. Cette nouvelle version propose de nouveaux donjons et un placement des objets différent, ce qui en fait la seconde quête, à l'instar de celle de l'épisode original The Legend of Zelda. Cette suite de diffusion est à son tour reproposée une fois au cours du mois de mars 1996.
La création d'un aspect de jeu communautaire en simultané est considéré comme atteint. De plus, des magazines comme Digital Magazine Busters révèlent que le jeu établit des records de connexion, avec le plus grand nombre de personnes jouant simultanément à un seul jeu.

## Postérité
Le succès des jeux SoundLink comme BS Zelda no densetsu ouvre la voie pour le développement de jeux Satellaview comme Itoi Shigesato no Bass Tsuri No. 1, et permet de créer un deuxième jeu Satellaview dans la série The Legend of Zelda, intitulé BS Zelda no densetsu: Kodai no sekiban. L’adaptation du jeu sur cartouche aux États-Unis a parfois été évoquée mais le projet est resté au stade des rumeurs. Finalement, Nintendo Power considère que le Satellaview n'a pas accouché de grand jeux, mais a produit des jeux originaux et exclusifs à la plate-forme comme les remake de The Legend of Zelda et A Link to the Past.
À cause de la nature éphémère du jeu et de son gameplay lié aux fichiers vocaux SoundLink stockés dans la mémoire vive, les possesseurs de Satellaview n'ont pu préserver numériquement le jeu dans sa forme originale lors de son exploitation. Toutefois, des fans réussissent par la suite à récupérer le contenu numérique présent à l'origine et sauvegardé sur les cartes mémoires de la cartouche Satellaview. De nombreux patchs sont créés afin de modifier le jeu, en supprimant les pauses de téléchargement, les limites de temps, regroupant tous les épisodes en un seul, et rajoutant, entre autres, un écran titre et un écran de sélection de fichier. La communauté a également créé des patchs permettant de traduire ces jeux Zelda dans de nombreuses langues, dont l'anglais et le français.

### Citations du jeu
1. 1 2 3 4 5 6 7 8 9  (ja) Nintendo. BS Zelda no densetsu + BS Zelda no densetsu: MAP2 (Satellaview (Super Famicom)). St.GIGA. 6 août 1995.
2. 1 2 3 4 5 6 7 8 9 10 11 12 13 14  (ja) Nintendo. BS-X: Sore wa Namae o Nusumareta Machi no Monogatari (Satellaview) (v. 16 juillet 1995). St.GIGA. 13 février 1995 : « かべ新聞社: 放送は８月の毎週日曜日午後６時から１時間。全国のプレイヤーは今までにできなかったゲーム体験を期待できるぞ！プレゼントももらえる。 ».
3. ↑  (ja) Nintendo. BS-X: Sore wa Namae o Nusumareta Machi no Monogatari (Satellaview) (v. 12 juillet 1995). St.GIGA. 13 février 1995 : « 「夏休みの王様」にすごいゲームが登場することが明らかにされた。その名は、『ＢＳゼルダ』。 ».
4. 1 2  (ja) Nintendo. BS-X: Sore wa Namae o Nusumareta Machi no Monogatari (Satellaview) (v. 31 juillet 1995). St.GIGA. 13 février 1995 : « これに先立ち、８月３日（木）の爆笑ワイドでは、太田光が「ゼルダ」への熱い想いを語りまくるぞ。「ゲームを語っちゃうよ」のコーナーを必ず聴いてくれ！！ ».
5. ↑  (ja) Nintendo. BS-X: Sore wa Namae o Nusumareta Machi no Monogatari (Satellaview) (v. 8 août 1996). St.GIGA. 13 février 1995 : « 番組あてには、大量のハガキ、ＦＡＸが届いており、スーパーファミコンアワー始まって依頼の大反響を呼んでいる。 ».
6. 1 2 3  (ja) Nintendo. BS-X: Sore wa Namae o Nusumareta Machi no Monogatari (Satellaview) (v. 9 août 1996). St.GIGA. 13 février 1995 : « ８月の「夏休みの王様」期間中は話題を独占していた。 ».
7. ↑  (ja) Nintendo. BS-X: Sore wa Namae o Nusumareta Machi no Monogatari (Satellaview) (v. 29 septembre 1996). St.GIGA. 13 février 1995 : « ９月の再放送で新たなファンも加わり、今もその大反響は続いている。プレイヤーの要望に応えて、１０月も再々放送されることが決定した！ ».
8. ↑  (ja) Nintendo. BS-X: Sore wa Namae o Nusumareta Machi no Monogatari (Satellaview) (v. 29 décembre 1996). St.GIGA. 13 février 1995 : « かべ新聞社: 「あなたが選ぶ名作サウンドリンクゲーム」でダントツの人気だった、「ＢＳゼルダの伝説」が、元旦から４日（いずれも夕方５時から）まで１日１話づつ放送される。プレイしてくれたみんなにＧのプレゼントがある他、トライフォースの獲得数によって「秘密の会員証」がもらえたりするらしい。さらに、感想を書いてくれた方の中から抽選で２０名様にかべ新聞社よりステッカーをプレゼントするぞ！ ».
9. ↑  (ja) Nintendo. BS-X: Sore wa Namae o Nusumareta Machi no Monogatari (Satellaview) (v. 29 septembre 1996). St.GIGA. 13 février 1995 : « 「ＢＳゼルダ」「スーパーボンブリス」と、大好評で続いた音声完全連動型のゲーム・イベント。続々と新企画が進行中だ。 ».

### Sources externes
1. 1 2 3  (en) Alison Harper, « Super Express: New Zelda Hits Japan », Super Play, no 35,‎ septembre 1995, p. 6-7.
2. ↑  Eiji Aonuma, Akira Himekawa et al. (trad. Florent Gorges, sous la supervision de Joanna Ardaillon ; version originale sous la supervision de Nintendo), Hyrule Historia : Encyclopédie de The Legend of Zelda, Toulon, Soleil Productions, coll. « Soleil Manga », 2013, 274 p. (ISBN 978-2-302-03046-6), p. 69.
3. ↑  (en) Campbell Simpson, « The Legend of Zelda: A Retrospective », sur PC World, 18 novembre 2009.
4. 1 2 3  (ja) « 締切直前！ ギリギリセーフ！イキナリ情報 第1回 », サテラビュー通信,‎ septembre 1995, p. 96-97.
5. 1 2 3 4 5 6 7 8 9 10 11 12  (en) JC Fletcher, « Zelda Week: the Zelda games you'll never play », sur Joystiq, 4 octobre 2007.
6. 1 2  (en) Peer Schneider, « Hyrule Times Vol. 8: Legend of Zelda », sur IGN, 19 octobre 2001.
7. ↑  (en) « The Ultimate Guide to... The History of Zelda », Retro Gamer, no 90,‎ juin 2011, p. 58-63.
8. ↑  Romendil, « The Legend of Zelda - NES (Zelda no Densetsu - Famicom) - Dossier : Zelda », sur Jeuxvideo.com, 11 janvier 2007.
9. 1 2 3  Nicolas Courcier  et Mehdi El Kanafi  2013, De solides mécaniques de jeu, p. 19.
10. ↑  Nicolas Courcier  et Mehdi El Kanafi  2013, BS Zelda : Link en orbite, p. 171-172.
11. 1 2 3 4 5 6 7 8  (en) Hyrule-Times, « Retrospective: BS Zelda », sur IGN, 8 juin 2006 (version du 5 novembre 2010 sur Internet Archive).
12. 1 2  (ja) Nintendo, « あなたが選ぶ名作サウンドリンクゲーム », sur Nintendo.co.jp, 1995 (version du 5 juin 1997 sur Internet Archive).
13. 1 2 3 4 5  (es) « Satellaview », Atomix,‎ juillet 2009, p. 54-57.
14. ↑  (ja) « ＢＳオリジナルゲームも充実! », サテラビュー通信,‎ mai 1996, p. 8-18.
15. ↑  (en) Ryan Jennings et Peer Schneider, « Hyrule Times Vol. 14: BS Zelda », sur IGN, 8 février 2002.
16. 1 2  (ja) « ゼルダ », Zelda Box - The Legend of Zelda: The Wind Waker Fan Book,‎ 2002, p. 100.
17. ↑  (ja) « 「ＢＳゼルダの伝説」画面写真初公開!! », 週刊ファミ通, no 265,‎ 28 juillet 1995, p. 8.
18. 1 2  (en) « Zelda from space? », Nintendo Power, no 94,‎ mars 1997, p. 51.
19. ↑  (ja) Shigeru Miyamoto, « スーパーファミコンアワーの可能性と未来 ~ゲーム業界の重鎮が語る衛星放送の魅力Ｐａｒｔ１―宮本茂氏 », サテラビュー通信(月刊ファミコン通信), no 5 - hors-série,‎ avril 1996, p. 75-81.
20. 1 2  (en) Makoto Sasaki, « Inside Zelda Part 11: Behind the Landscapes in Hyrule. », Nintendo Power, no 202,‎ février 2006, p. 36-38.
21. ↑  (ja) Riko Kushida, « 時を超え遊び継がれる『ゼルダの伝説』: 傑作の代名詞　歴代『ゼルダの伝説』紹介 ~全国のユーザーが熱中、リアルタイム衛星放送バージョン！！~ », sur Nintendo Online Magazine,‎ novembre 1998, p. 3.3.
22. 1 2 3 4 5  (ja) « Satellite-only "Zelda" arrives », Weekly Famicom Tsushin, no 344,‎ juillet 1995, p. 9.
23. 1 2  (ja) « イキナリ情報 », サテラビュー通信,‎ novembre 1995, p. 6-9.
24. 1 2 3  (ja) « スーパーファミコンアワー音声連動番組ガイド11/1→11/30 », サテラビュー通信,‎ décembre 1995, p. 40-73.
25. ↑  (ja) « On Air Games », サテラビュー通信,‎ octobre 1995, p. 8-18.
26. ↑  (ja) Nintendo, « あなたが選ぶ名作サウンドリンクゲーム », sur Nintendo.co.jp (version du 5 juin 1997 sur Internet Archive).
27. ↑  (ja) « 締切直前！ ギリギリセーフのニュースをお届けだ！イキナリ情報 », サテラビュー通信,‎ janvier 1996, p. 6-7.
28. ↑  (ja) Nintendo, « 任天堂の提供する「サテラビュー」。隠された可能性と魅力に迫る！ », sur Digital Magazine Busters - Game News,‎ 20 juin 1997.
29. ↑  (en) « BS-X (Broadcoast Satelalview)/1995 », Nintendo Power, no 225,‎ février 2008, p. 61.
30. ↑  (en) Heather Alexandra, « Fans Translate Rare Japanese Zelda Game, Now Everyone Can Play It », sur Kotaku, 18 octobre 2016.